# Ivano Fontana
Ivano Fontana, född 25 november 1926, död 24 december 1993, var  en italiensk före detta boxare.
Fontana blev olympisk bronsmedaljör i mellanvikt i boxning vid sommarspelen 1948 i London.